# Acciză
Acciza este un impozit indirect asupra consumului unor produse. 
In Romania, potrivit Codului fiscal, produsele supuse accizelor se impart in
- produse supuse accizelor armonizate:
a) alcool si bauturi alcoolice;
b) tutun prelucrat;
c) produse energetice si electricitate.
- alte produse supuse accizelor:
a) cafea verde;
b) cafea prajita, inclusiv cafea cu inlocuitori;
c) cafea solubila, inclusiv amestecuri cu cafea solubila.
d) benzina